# Стаффоло
Стаффоло (італ. Staffolo) — муніципалітет в Італії, у регіоні Марке,  провінція Анкона.
Стаффоло розташоване на відстані близько 185 км на північ від Рима, 34 км на південний захід від Анкони.
Населення — 2287 осіб (2014).
Щорічний фестиваль відбувається 1 вересня. Покровитель — Sant'Egidio Abate.

## Демографія
Населення за роками:

Станом на 1 січня 2023 року в муніципалітеті офіційно проживало 227 іноземців з 30 країн, серед них 77 громадян країн Євросоюзу та 4 громадяни України.

## Сусідні муніципалітети
- Апіро
- Чинголі
- Купрамонтана
- Єзі
- Сан-Паоло-ді-Єзі